# Bodos
Os bodos (pronúncia BO-ros) são um grupo étnico sino-tibetano, já há muito tempo assentados em Assã no noroeste da Índia. Conforme o Censo de 1991, havia cerca de 1,2 milhão de bodos em Assã, 5,3% da população do estado. Os bodos pertencem a um grupo ético maior, os chamados "Bodo-Kachari". São hoje reconhecidos como tribos da planícies, conforme conforme o sexto inventário da Constituição da Índia. Os maiores centros de concentração de bodos são Udalguri e Kokrajhar.

## Os Bodo-Kachari
Os  Bodos representam um dos maiores dentre os 18 sub-grupos étnicos dentro o grupo Kachari, classificado pela primeira vez no século XIX.  Os Bodos se assentaram na maior parte das ares do nordeste da Índia e em partes do Nepal. Dentre os 18 grupos mencionados por Endle, os “Mech” (em Assã oeste), os Bodo de Assã Central, os “Dimasa” e “Hojai” das Colinas de Cachar, os “Sonowal” e “Thengal” do leste do Rio Bramaputra são muito relacionados. Os outros foram hinduisados (Ex. Koch, Sarania), ou desenvolveram identidades separadas (Ex. Garo.

## Povo Bodo
Os Bodos representam um dos maiores grupos étnicos e lingüísticos do leste do vale do Brahmaputra. Típicos nomes de família dos Bodo são  Bargayary, Basumatary, Bodosa, Boro, Brahma, Bwiswmuthiary, Dwimary, Goyary, Hazowary, Ishlary, Ishwary, Khaklary, Mushahary, Narzary, Narzihary,Narzinary, Owary, Sargwary, Sibigry,Baglary e Wary.  O relatório do Censo de 1971 revelou  que os Bodo eram a 8ª maior Tribo Registrada da Índia e que cerca de um milhão falavam o idioma Bodo.
A Língua bodo é derivada da família de línguas Tibeto-burmesas. Para essa língua usavam-se no passado a escrita assamesa e a latina, mas recentemente os Bodos passaram a usar a escrita Devanagari. Conforme alguns especialistas, o Bodo teria sua própria escrita chamada Deodhai, a qual é única e não apresente vogais.

## Economia
Desde muito tempo, os Bodos passaram a cultivar arroz, chá e se dedicaram a criação de suínos, galináceos e do bicho-da-seda no noroeste da Índia. A bebida tradional entre os Bodos é o  Zu Mai (Zu:vinho, Mai:arroz). O arroz é base da alimentação Bodo, sendo muitas vezes acompanhado por comida não vegetariana como carne de porco ou peixe. Os Bodos não sã vegetarianos.
A tecelagem é outra tradicional atividade Bodo, muitas famílias criam seus próprios bichos-da seda, cujas pupas são fiadas em seda. As meninas Bodos aprendem a fiar e tecer desde a tenra idade e nenhum quintal Bodo é completo sem um  tear. A maior parte das mulheres tece seus Dokhnas (tradicionais vestidos Bodo) e  xailes. Os Bodos fazem também muitos trabalhos em bambu.

## Religião
No passado, os Bodos reverenciavam seus antepassados, no chamado “Bathuísmo”. Porém, mais recentemente vieram a praticar também o Hinduísmo e o Cristianismo. Em novembro de 2006 os religiosos Bodo Bathus expulsaram sete famílias cristãs de Haldibari e vilas próximas. Entre os grupos cristãos Bodos figura a “Igreja Evangélica Luterana Bodo”.
O Bathuismo é uma forma de reverenciar e adorar os antepassados, os Obonglaoree.  A planta Siju (uma Euphorbia) foi tomada com símbolo dos Batus e é adorada. Na língua Bodo Ba significa cinco e thu significa  profundo. Cinco é um número muito significativo para religião Bathu.
Um superfície limpa ou um quintal próximo à residência é o local ideal para as adorações. Comumente, um par de uma castanha de bethel (uma 'goi') com uma folha de bethel ('pathwi') é usada como oferenda. Em algumas ocasiões a oferenda de adoração inclui aroz, leite e açúcar. No mais importante festival religioso dos Bodos, o Kherai Puja, o altar é montado num campo de arroz. Outros importantes festivais do povo Bodo são Hapsa Hatarnai, Awnkham Gwrlwi Janai, Bwisagu e Domashi.

## Bodos hoje
Os Bodos sustentaram sangrenta visando conquistar sua autodeterminação no final dos anos 80 sob a liderança de “Upendra Nath Brahma”, que é hoje considerado como o “Pai dos Bodos” (Bodo-Fa).  Depois de uma década agitação, os Bodos foram garantidos pelo “Bodoland Territorial Council(BTC)”, um órgão administrativo autônomo que passou a ter sob sua jurisdição o atual distrito de Kokrajhr e áreas adjacentes.. O movimento de libertação foi encabeçado pelos ditos “Bodo Liberation Tigers (BLT)”, um grupo militar que perpetrou várias atividades extremistas em áreas dominados pelos Bodos. A “BSF” (Boro Security Force), uma organização clandestina Bodo, hoje chamada “NDFB” (National Democratic Front of bodoland), ainda pratica ações insurgentes. Hoje a  BLT (Tigers) está legalizada.
No início dos anos 90, o movimento de guerrilha dos Bodos impactou de forma significativa as florestas e  a vida selvagem “Manas National Park”, um Santuário de Vida Selvagem da UNESCO.  A caça ilegal de rinocerontes e de cervos do pântano em particular, reduziu muito as populacões dessas espécies em extinção, a ponto das mesmas serem consideradas com extintas no local.. Os inúmeros danos causados por essa insurgência dos Bodos foi a causa primeira da presença desse Santuário na Lista do “Heritage Council Danger” desde 1992.
Nas eleições da Assembleia de Assã de 2006, membros do antigo “BLT” (Bodo Liberation Tigers) sob o comando de Hagrama Mohilary fizeram uma aliança com Partido do Congresso Nacional Indiano  e chegaram ao poder em Dispur. Melhores oportunidades  na Educação e em Empregos são as maiores os problemas prioritários dos Bodos.